# Ciak d'oro 2022
La 37ª edizione dei Ciak d'oro si è svolta con la collaborazione di Sky TG24. La votazione del pubblico per le principali categorie è avvenuta in due fasi distinte, una prima selezione, dal 5 al 9 dicembre 2022, e il voto finale dal 10 al 15 dello stesso mese. Dal mese di gennaio 2023 una giuria professionista decreterà i premi tecnici. Le pellicole considerate sono produzioni italiane distribuite dal 1º ottobre 2021 al 31 ottobre 2022. Questa è la prima edizione in cui il pubblico decreta i vincitori nella sezione serie televisive, comprese tra gennaio 2022 e febbraio 2023.

## Vincitori e candidati sezione cinema
I vincitori sono indicati in grassetto, a seguire gli altri candidati. La percentuale indica le preferenze dei votanti.

### Miglior film
- I fratelli De Filippo di Sergio Rubini (83,45%)
  - Marilyn ha gli occhi neri di Simone Godano (9,33%)
  - Ti mangio il cuore di Pippo Mezzapesa (2,81%)
  - La stranezza di Roberto Andò (1,21%)
  - Ennio di Giuseppe Tornatore (1,09%)

### Miglior regista
- Paolo Sorrentino - È stata la mano di Dio (37,00%)
  - Roberta Torre - Le favolose (32,93%)
  - Bonifacio Angius - I giganti (9,32%)
  - Paolo Virzì - Siccità (7,97%)
  - Gianni Amelio - Il signore delle formiche (7,00%)
  - Leonardo Di Costanzo - Ariaferma (5,76%)

### Migliore attore protagonista
- Stefano Accorsi - Marilyn ha gli occhi neri (55,29%)
  - Pierfrancesco Favino - Nostalgia, Corro da te e Il colibrì (21,65%)
  - Alessandro Borghi - The Hanging Sun - Sole di mezzanotte (The Hanging Sun) (7,17%)
  - Silvio Orlando e Toni Servillo - Ariaferma (6,48%)
  - Giorgio Colangeli - Mindemic (5,01%)
  - Elio Germano - America Latina (4,39%)

### Migliore attrice protagonista
- Susy Del Giudice - I fratelli De Filippo (84,29%)
  - Miriam Leone - Diabolik - Marilyn ha gli occhi neri e Corro da te (10,23%)
  - Teresa Saponangelo - È stata la mano di Dio (1,97%)
  - Matilda De Angelis - Rapiniamo il duce (1,45%)
  - Benedetta Porcaroli - Amanda - L'ombra del giorno e La scuola cattolica (1,08%)
  - Rosa Palasciano - Giulia (0,98%)

### Migliore attore non protagonista
- Cast completo - È stata la mano di Dio

### Migliore esordio alla regia
- Alessio De Leonardis e Fabrizio Moro - Ghiaccio (53,00%)
  - Niccolò Falsetti - Margini (26,64%)
  - Viviana Calò - Querido Fidel (6,90%)
  - Laura Samani - Piccolo corpo (5,32%)
  - Francesco Costabile - Una femmina (4,41%)
  - Giovanni Basso - Mindemic (3,73%)

### Migliore canzone originale
- Sei tu di Fabrizio Moro - Ghiaccio (49,92%)
  - Nei tuoi occhi di Francesca Michielin - Marilyn ha gli occhi neri (33,65%)
  - Faccio 'a polka di Nicola Piovani - I fratelli De Filippo (16,43%)

### Miglior manifesto
- Una femmina (23,92%)
  - Diabolik (18,60%)
  - Ennio (17,66%)
  - È stata la mano di Dio (15,08%)
  - Mindemic (14,31%)
  - America Latina (10,43%)

### Rivelazione dell'anno
- Elodie - Ti mangio il cuore (49,26%)
  - Lina Siciliano - Una femmina (33,61%)
  - Leonardo Maltese - Il signore delle formiche (17,13%)

### Superciak d'oro
- Paolo Sorrentino, personaggio del decennio del cinema italiano, e Mario Martone[5]

## Vincitori e candidati sezione serie televisive

### Serie maggiormente innovativa
- The Bad Guy

### Superciak d'oro serie dell'anno
- Call My Agent - Italia

### Ciak d'oro Colpo di fulmine
- Christian